# Биг Лејк (Тексас)
Биг Лејк (енгл. Big Lake) град је у америчкој савезној држави Тексас. По попису становништва из 2010. у њему је живело 2.936 становника.

## Демографија
Према попису становништва из 2010. у граду је живело 2.936 становника, што је 51 (1,8%) становника више него 2000. године.
| Група             | 2000.         | 2010.         |
| Белци             | 1.274 (44,2%) | 1.020 (34,7%) |
| Афроамериканци    | 95 (3,3%)     | 64 (2,2%)     |
| Азијати           | 9 (0,3%)      | 6 (0,2%)      |
| Хиспаноамериканци | 1.487 (51,5%) | 1.831 (62,4%) |
| Укупно            | 2.885         | 2.936         |